# Sci-Fi Crimes
Sci-Fi Crimes — пятый альбом американской рок-группы Chevelle. Пластинка вышла 31 августа 2009 года на лейбле Epic Records.

## История создания
Альбом был записан в городе Нашвилл, Теннесси в 2009 году с продюсером Брйаном Вирбу. 9 апреля 2009 года группа презентовала 2 новых песни: «Letter from a Thief» и «Sleep Apnea» на концерте в Атланте, штат Джорджия. Вокалист Пит Лофлер назвал их «возможными синглами» с альбома. Песня Jars стала первым синглом и попала в радиоэфир 23 июня. Треклист и обложка пластинки были представлены 21 июля 2009 года, в дополнение к этому можно было скачать три песни: «Jars», «This Circus», and «The Clincher (Version 103)» (альтернативное название песни из This Type of Thinking (Could Do Us In)). Обложкой альбома стала масляная картина, созданная басистом Дином Бернардини. Название пластинки было инициировано путешествиями с другом группы, которого Пит охарактеризовал как «действительно из ряда вон выходящего персонажа, который так искренне верит в пришельцев и UFO, что этот предмет действительно возбудил мой интерес». «Letter From a Thief» стал вторым синглом и попал в ротацию на радио 7 декабря 2009 года. Песня «Shameful Metaphors» стала третьим синглом, попав на радио 12 июля 2010 года.

## Список композиций
| №   | Название                | Длительность |
| --- | ----------------------- | ------------ |
| 1.  | «Sleep Apnea»           | 3:52         |
| 2.  | «Mexican Sun»           | 4:16         |
| 3.  | «Shameful Metaphors»    | 4:22         |
| 4.  | «Jars»                  | 3:20         |
| 5.  | «Fell Into Your Shoes»  | 5:07         |
| 6.  | «Letter from a Thief»   | 3:27         |
| 7.  | «Highland's Apparition» | 4:08         |
| 8.  | «Roswell's Spell»       | 4:38         |
| 9.  | «Interlewd»             | 1:21         |
| 10. | «A New Momentum»        | 4:25         |
| 11. | «This Circus»           | 4:32         |

| №   | Название                 | Длительность |
| --- | ------------------------ | ------------ |
| 12. | «Sleep Apnea» (Acoustic) | 2:22         |

| №   | Название                  | Длительность |
| --- | ------------------------- | ------------ |
| 13. | «The Gist» (Instrumental) | 1:44         |
| 14. | «Leto's Headache»         | 4:21         |

## Чарты и продажи
Выйдя в продажу 31 августа 2009 года, альбом дебютировал на #6 месте в США с 46,000 проданных копий. Этот результат стал самым высшим достижением группы. К декабрю 2009 года, продажи составили более 100,000 копий в соответствии с Nielsen Soundscan.
| Год  | Чарт                   | Место |
| ---- | ---------------------- | ----- |
| 2009 | The Billboard 200      | 6     |
| 2009 | Top Rock Albums        | 3     |
| 2009 | Top Internet Albums    | 3     |
| 2009 | Top Alternative Albums | 1     |
| 2009 | Top Hard Rock Albums   | 1     |

### Синглы
| Год  | Песня               | Чарт                                     | Место |
| ---- | ------------------- | ---------------------------------------- | ----- |
| 2009 | Jars                | Billboard Bubbling Under Hot 100 Singles | 10    |
| 2009 | Jars                | Billboard Hot Mainstream Rock Tracks     | 3     |
| 2009 | Jars                | Billboard Alternative Songs              | 5     |
| 2009 | Jars                | Billboard Rock Songs                     | 2     |
| 2009 | Letter from a Thief | Billboard Hot Mainstream Rock Tracks     | 3     |
| 2009 | Letter from a Thief | Billboard Alternative Songs              | 5     |
| 2009 | Letter from a Thief | Billboard Rock Songs                     | 4     |